# Tabea Sellner
Tabea Sellner, nata Waßmuth (Gießen, 25 agosto 1996), è una calciatrice tedesca, attaccante del Wolfsburg e della nazionale tedesca.

## Carriera

### Club
Waßmuth si avvicina al calcio fin da giovanissima, iniziando a giocare nelle giovanili del Karlsruher FV dall'età di 5 anni, club dove nei primi anni è allenata dalla madre e dove continua tuttora a giocare il fratello. Gioca con i ragazzi del club di Karlsruhe fino al 2008, anno in cui il suo allenatore Jürgen Ehrmann le fa ottenere un provino con l'Hoffenheim per continuare l'attività agonistica in una squadra interamente femminile. Dopo aver ottenuto un contratto con la nuova squadra e aver giocato inizialmente per entrambi i club in due diversi campionati giovanili, dal dicembre 2008 si concentra unicamente nella sua carriera nel calcio femminile, inserita in organico con la formazione C-Juniorinnen per passare velocemente alla B-Juniorinnen (Under-17), vincendo con quest'ultima il campionato 2011-2012 di categoria.
Dalla seconda metà della stagione 2012-2013 viene aggregata alla squadra riserve (Hoffenheim II) che all'epoca disputava il campionato regionale, formazione che viene promossa in 2. Frauen-Bundesliga dalla stagione 2014-2015. In quella stessa stagione Waßmuth viene inoltre aggregata alla prima squadra, facendo il suo debutto in Frauen-Bundesliga il 15 febbraio 2015, alla 14ª giornata di campionato, rilevando Judith Steinert al 77' nell'incontro casalingo perso 2-1 con il Bayern Monaco.
Nelle stagioni 2014-2015 e 2015-2016 gioca prevalentemente nell'Hoffenheim II disputando il girone Süd del campionato cadetto (2. Frauen-Bundesliga), maturando 42 presenze con 9 reti siglate, la prima delle quali segnata il 30 novembre 2014 in occasione dell'incontro perso 4-7 in casa con l'1. FFC Francoforte II, e ottenendo dopo il 7º posto del campionato di 2. Frauen-Bundesliga 2014-2015, la vittoria di quello successivo con 8 punti di vantaggio sul Borussia M'gladbach.

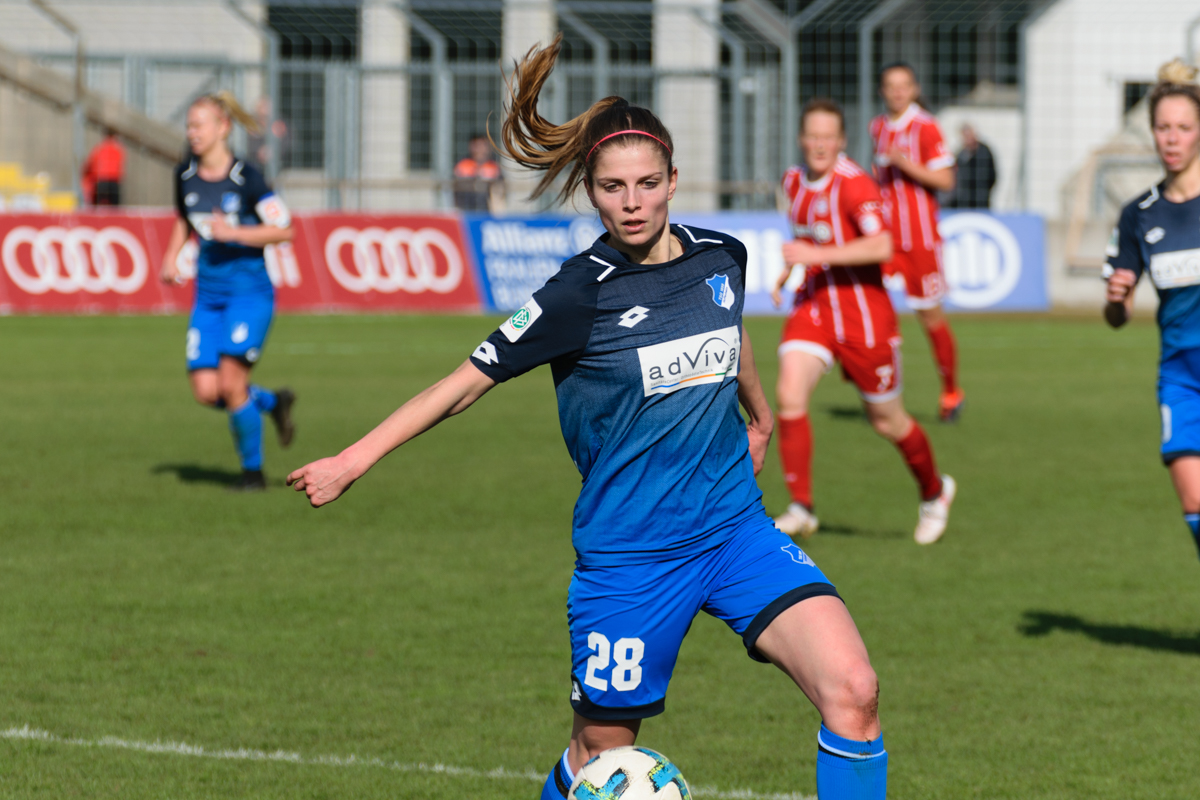
Waßmuth con la maglia dell' nel marzo 2018.

Dalla 2016-2017 passa stabilmente alla prima squadra, per lei 18 presenze in campionato e il primo gol in Bundesliga, al Borussia M'gladbach, nella vittoria per 4-0 all'11ª giornata, con la sola eccezione di un breve passaggio nuovamente all'Hoffenheim II, solo 2 presenze, prestata alla squadra riserve nella stagione successiva, rimanendo comunque in rosa e andando a rete per 3 volte su 16 incontri di Frauen-Bundesliga.
Nelle due stagioni l'apporto di Waßmuth in fase realizzativa cresce costantemente, 8 reti su 21 presenze in Frauen-Bundesliga 2018-2019, oltre alle 4 su 4 partite di Coppa, che nella stagione successiva passano a 11 su 18 incontri di campionato, terza migliore realizzatrice della squadra dietro a Nicole Billa (18) e Isabella Hartig (12). Per la sua ultima stagione con l'Hoffenheim, lascia a Billa il ruolo di bomber della squadra, che con 23 centri vince la sua prima classifica delle marcatrici della Bundesliga femminile, con Waßmuth che si ferma a 5 reti realizzate giocando tutti i 22 incontri di campionato In queste ultime due stagioni, con Gabor Gallai che rileva Ehrmann sulla panchina dell'Hoffenheim in quella 2020-2021, la squadra raggiunge i suoi migliori risultati sportivi dalla sua istituzione, il 3º posto che, per il rinnovato regolamento UEFA per la Champions femminile fa accedere le bianco-blu all'edizione 2020-2021.

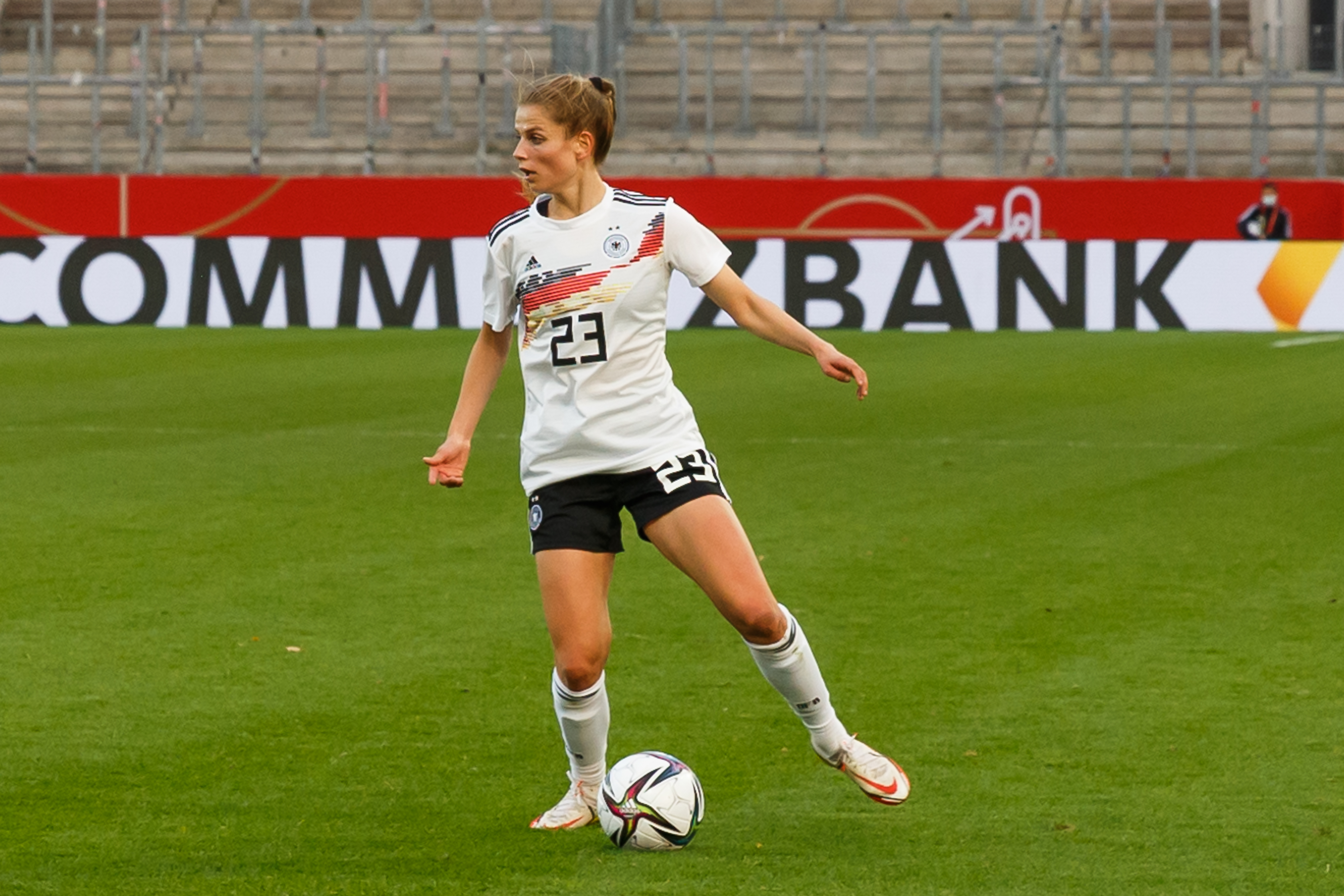
Waßmuth con la maglia della nazionale tedesca nell'incontro del 26 ottobre 2021 con valido per le qualificazioni al Mondiale 2023.

Il suo debutto in UEFA Women's Champions League avviene però con una diversa società. Già da gennaio 2021 Waßmuth aveva annunciato la sua partenza dal club di Sinsheim dopo 12 stagioni, tra giovanili e squadre senior, formalizzando il suo trasferimento al Wolfsburg per la stagione entrante con un contratto triennale. Il tecnico Tommy Stroot decide di darle fiducia facendola scendere in campo da titolare fin dalla 1ª giornata di campionato, nella vittoria interna per 3-0 sul Turbine Potsdam, siglando la sua prima rete con la nuova maglia 3 giornate più tardi, il 2 ottobre 2022, aprendo le marcature nell'incontro pareggiato 2-2 in trasferta con il Friburgo. Impiegata in Champions League fin dal primo incontro del secondo turno di qualificazioni con le francesi del Bordeaux, segna la sua prima doppietta al Chelsea nel pareggio per 3-3 alla 1ª giornata della fase a gironi.

### Nazionale
Waßmuth ottiene la sua prima convocazione da parte della Federcalcio tedesca a carriera già avanzata, saltando completamente la trafila delle formazioni giovanili.
Ha fatto il suo debutto internazionale con la nazionale maggiore il 22 settembre 2020, chiamata dal commissario tecnico Martina Voss-Tecklenburg in occasione delle qualificazioni all'Europeo di Inghilterra 2022, partendo titolare nella partita del gruppo I vinta in trasferta 3-0 con il Montenegro. Va a segno per la prima volta con la maglia della nazionale poco più di due mesi più tardi, siglando la doppietta con cui fissa il risultato sul 3-1 con l'Irlanda nell'ultimo incontro del gruppi I, vittoria che sottolinea l'accesso all'undicesimo Europeo consecutivo per la Germania.
Impiegata da Voss-Tecklenburg con continuità, dopo aver ottenuto la qualificazione all'Europeo la inserisce in rosa anche nelle qualificazioni al Mondiale di Australia e Nuova Zelanda 2023, tornando al gol già al primo incontro del gruppo H della zona UEFA, nella vittoria per 7-0 con la Bulgaria del 18 settembre 2021.

## Statistiche

### Presenze e reti nei club
Statistiche aggiornate al 24 settembre 2022.
| Stagione          | Squadra           | Campionato        | Campionato | Campionato | Coppe nazionali | Coppe nazionali | Coppe nazionali | Coppe continentali | Coppe continentali | Coppe continentali | Altre coppe | Altre coppe | Altre coppe | Totale | Totale |
| Stagione          | Squadra           | Comp              | Pres       | Reti       | Comp            | Pres            | Reti            | Comp               | Pres               | Reti               | Comp        | Pres        | Reti        | Pres   | Reti   |
| ----------------- | ----------------- | ----------------- | ---------- | ---------- | --------------- | --------------- | --------------- | ------------------ | ------------------ | ------------------ | ----------- | ----------- | ----------- | ------ | ------ |
| 2014-2015         | Hoffenheim        | BL                | 1          | 0          | CG              | -               | -               |                    | -                  | -                  |             | -           | -           | 1      | 0      |
| 2015-2016         | Hoffenheim        | BL                | -          | -          | CG              | -               | -               |                    | -                  | -                  |             | -           | -           | -      | -      |
| 2016-2017         | Hoffenheim        | BL                | 18         | 1          | CG              | 1               | 0               |                    | -                  | -                  |             | -           | -           | 19     | 1      |
| 2017-2018         | Hoffenheim        | BL                | 16         | 3          | CG              | 1               | 0               |                    | -                  | -                  |             | -           | -           | 17     | 3      |
| 2018-2019         | Hoffenheim        | BL                | 21         | 8          | CG              | 4               | 4               |                    | -                  | -                  |             | -           | -           | 25     | 12     |
| 2019-2020         | Hoffenheim        | BL                | 18         | 11         | CG              | 3               | 1               |                    | -                  | -                  |             | -           | -           | 21     | 12     |
| 2020-2021         | Hoffenheim        | BL                | 22         | 5          | CG              | 3               | 4               |                    | -                  | -                  |             | -           | -           | 25     | 9      |
| Totale Hoffenheim | Totale Hoffenheim | Totale Hoffenheim | 96         | 28         |                 | 12              | 9               |                    | -                  | -                  |             | -           | -           | 108    | 37     |
| 2021-2022         | Wolfsburg         | BL                | 21         | 13         | CG              | 5               | 1               | UWCL               | 11                 | 10                 | -           | -           | -           | 37     | 24     |
| 2022-2023         | Wolfsburg         | BL                | 2          | 1          | CG              | 1               | 0               | UWCL               | -                  | -                  |             | -           | -           | 3      | 1      |
| Totale Wolfsburg  | Totale Wolfsburg  | Totale Wolfsburg  | 23         | 14         |                 | 6               | 1               |                    | 11                 | 10                 |             | -           | -           | 40     | 25     |
| Totale carriera   | Totale carriera   | Totale carriera   | 119        | 42         |                 | 18              | 10              |                    | 11                 | 10                 |             | -           | -           | 151    | 63     |

## Palmarès

### Club
- Campionato tedesco di seconda divisione: 1

Hoffenheim II: 2015-2016 (girone Süd)
- Campionato tedesco: 1

Wolfsburg: 2021-2022
- Coppa di Germania: 1

Wolfsburg: 2021-2022